# جسر باندرا وورلي البحري
جسر باندرا وورلي البحري (المعروف رسميًا باسم Rajiv Gandhi Sea Link) هو عبارة عن جسر معلق ذو كابلات معدنية وركائز خرسانية مسلحة مسبقة الإجهاد، يربط الجسر ضاحية باندرا الغربية لمدينة مومباي مع وورلي في جنوب مومباي. وهو جزء من الطريق السريع الغربي المقترح الذي سيربط الضواحي الغربية بمنطقة ناريمان بوينت في الحي التجاري الرئيسي في مومباي.
يدير الجسر شركة ولاية ماهاراشترا لتطوير الطرق «إم إس آر دي سي» إذ تبلغ تكلفته 19.75 مليار روبية (290 مليون دولار أمريكي)، وشُيّد من قبل شركة هندوستان للإنشاءات. فُتحت أول أربعة ممرات من أصل ثمانية في 30 يونيو من عام 2009. وفي 24 مارس من عام 2010 فُتحت جميع الممرات الثمانية.
خلال ساعات الذروة، يختصر الجسر زمن السفر بين ضاحية باندرا وورلي من 20-30 دقيقة إلى 10 دقائق. اعتبارًا من أكتوبر عام 2009، بلغ متوسط حركة المرور اليومية على الجسر حوالي 37500 سيارة.

## نبذة تاريخية

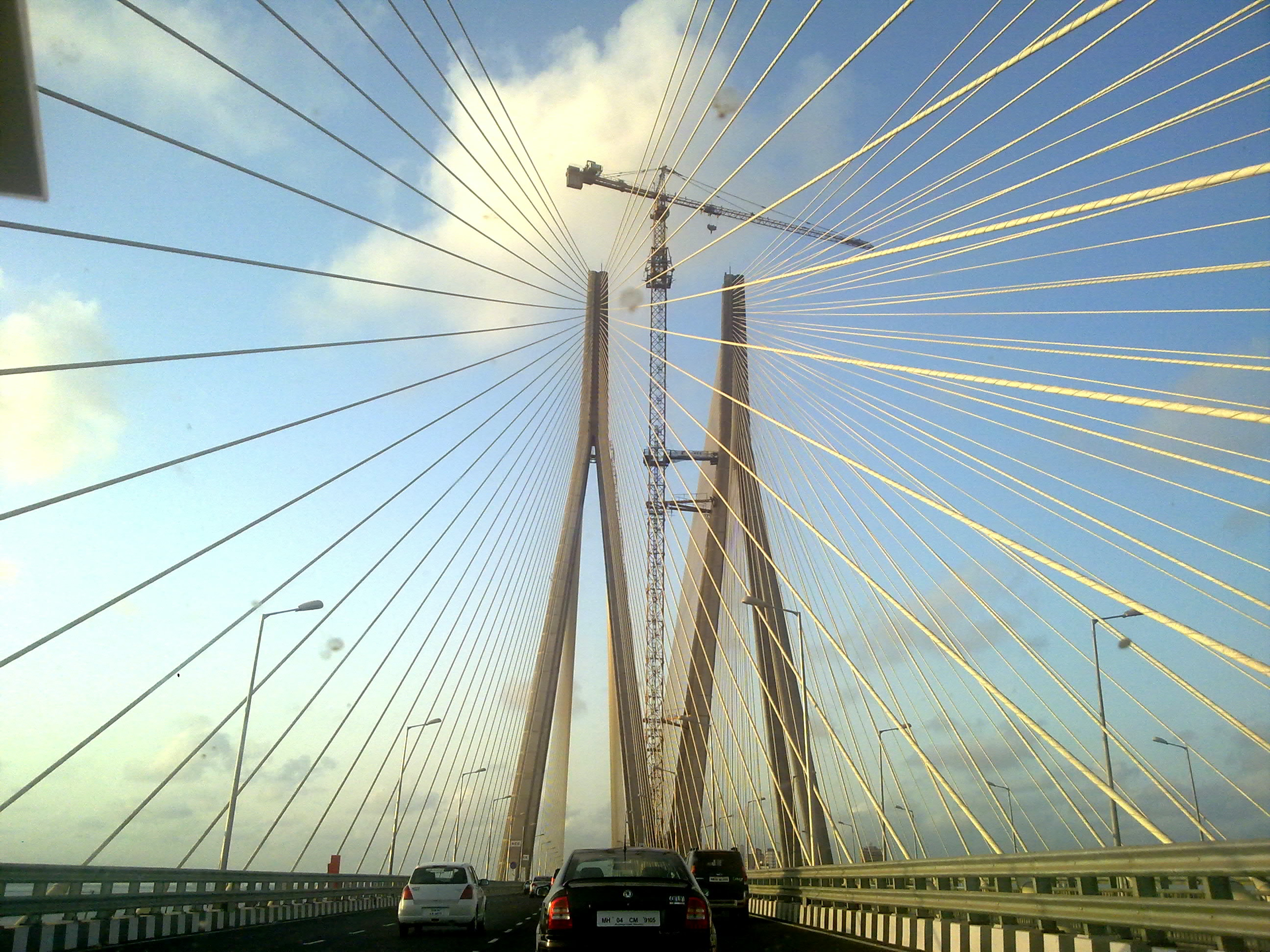
باندرا وورلي سي لينك، منظر داخلي

كان طريق ماهيم كوزواي هو الوحيد الذي يربط الضواحي الغربية بالمنطقة التجارية المركزية في مومباي. أصبح هذا الممر ضيقًا ومزدحمًا للغاية في ساعات الذروة. اقتُرح مشروع الطريق السريع الغربي الذي يخفف الازدحام ويشمل الساحل الغربي لمدينة مومباي. واقتُرح جسر باندرا وورلي المقام على خليج ماهيم، كمرحلة أولى من نظام الطرق السريعة، مما يوفر طريقًا بديلًا إلى جسر ماهيم.
يربط جسر مجيب أشاروال تقاطع الطريق السريع الغربي مع طريق سوامي فيفيكاناند في ضاحية باندرا وطريق خان عبد الغفار خان في ضاحية وورلي. ومن قبالة وورلي يتصل الجسر بالشارع الرئيسي لمومباي.
كُلف تنفيذ المشروع إلى شركة ولاية ماهاراشترا لتطوير الطرق المحدودة. ومُنح عقد البناء لشركة هندوستان للإنشاءات «اتش سي سي»، أما إدارة المشروع فذهبت لصالح مكاتب دار الهندسة في المملكة المتحدة.
وضع بال ثاكري حجر الأساس في عام 1999. قُدر الكشف التقديري الأولي للمشروع بمبلغ 6.6 مليار روبية (95 مليون دولار) والمدة الزمنية خمس سنوات. لكن خضع المشروع للعديد من الدعاوى العامة، إذ أدى التأخر لفترة 5 سنوات إضافية إلى زيادة التكلفة بمقدار 16 مليار روبية (230 مليون دولار أمريكي)، مع تكلفة الفائدة الإضافية وحدها التي بلغت 7 مليارات روبية (100 مليون دولار أمريكي).

## تخطيط الجسر
يتكون المشروع الكلي من خمسة أجزاء، تم التعاقد بشكل منفصل لتسريع الجدولة الزمنية الكلية.
- المجموعة الأولى: بناء الجسر العلوي عند تقاطع لوف غروف في ضاحية وورلي.
- المجموعة الثانية: بناء عقدة على شكل برسيم عند تقاطع الطريق السريع الغربي مع طريق سوامي فيفيكاناند في ضاحية بندرا.
- المجموعة الثالثة: بناء طريق الاقتراب الذي يبدأ من العقدة إلى تول بلازا على جانب ضاحية باندرا وبناء متنزه عام.
- المجموعة الرابعة: بناء المجازات المعلقة مع ركائز شمالية وجنوبية بدءًا من ضاحية وورلي وحتى تول بلازا على طرف ضاحية باندرا.
- المجموعة الخامسة: إجراء تحسينات على طريق خان عبد الغفار خان.

تعتبر المجموعة الخامسة المرحلة الرئيسية من المشروع وتليها بقية المجموعات التي تشكل البنية التحتية للجسر.

### جيولوجيا المنطقة
أجريت مسوحات لقاع البحر تحت المسار المقترح للجسر قبل البدء بالتصميم. تتكون التربة البحرية تحت الجسر من البازلت والخبث البركاني والبريشا مع بعض الرواسب بين الأعشاب. وهي مغطاة كليًا بالصخور المُجوَّية والتربة الرسوبية. تتراوح متانة هذه الصخور من الضعيفة إلى عالية المقاومة وتتراوح حالتها من الصخور المتشققة المتأثرة بشدة من التجوية إلى الصخور الجيدة والكبيرة والسليمة. وتكون الطبقات الصخرية المُجوَّية مغطاة بالتربة المنقولة والحجر الرملي الكلسي وطبقة رقيقة من الحبيبات الخشنة. الجزء العلوي من هذه الطبقات مغطى بالتربة البحرية التي يصل سمكها إلى 9 أمتار والتي تتكون من الغضار الداكن مع الرمال الناعمة التي تغلف الصخور البازلتية المُجوَّية ذات اللون البني الداكن المطمورة في التربة السلتية.

### تصميم الجسر
يعتبر جسر وورلي باندرا أول جسر معلق في الهند. وبسبب جيولوجيا المنطقة، صممت الأعمدة بشكل هندسي معقد ويعد المجاز الرئيسي على قناة باندرا واحدًا من أطول المجازات الخرسانية. وبالتالي موازنة هذه التعقيدات الهندسية مع جماليات الجسر مثلت تحديات كبيرة للمشروع.
البنية الفوقية للركائز هي أثقل الأجزاء مسبقة الصنع التي بنيت في الهند. بنيت بطريقة المجاز المتتالي باستخدام روافع جسرية من خلال سلسلة من المنحنيات الرأسية والأفقية.
اعتبر جسر وورلي باندرا أول مشروع للبنية التحتية في مومباي تُستخدم فيه المخمدات الزلزالية. إذ تمكنه من مقاومة الزلازل التي تصل قوتها إلى 7.0 درجات على مقياس ريختر.

### الأساسات والبنية التحتية للجسر
شكل تشييد هيكل الجسر تحديات هندسية كبيرة. شملت الظروف الجيوتكنيكية المتغيرة بسبب التربة البحرية لقاع البحر. صودف أحيانًا عدم توفر طبقة تأسيس مستوية حتى لأساس وتدي مفرد. تضمنت التعقيدات الأخرى وجود منطقة مدية متغيرة، إذ تتكشف أجزاء من طبقة التأسيس أثناء الجزر وتغمر أثناء المد.
تتكون الأساسات الخاصة بالجزء المعلق من الجسر من 120 أساس وتدي من الخرسانة المسلحة يبلغ قطر الواحد 2000 ملم (6.6 قدم). أما بالنسبة للجسور الركائزية فتتكون من 484 أساس وتدي ذو قطر 1500 ملم (4.9 قدم). غرست هذه الأوتاد لعمق من 6 و34 متر في الطبقة الصخرية المتغيرة بين المواد البركانية شديدة التجوية إلى الصخور الكبيرة عالية المقاومة.

### برج التعليق
يصل ارتفاع البرج الخرساني إلى 128 م (420 قدم) ويتميز بأطراف سفلية باهرة وعلوية متقاربة تتصل برأس موحد يضم الشدادات، ويتميز البرج بمقطع عرضي متغير على طول البرج.
يتناقص المقطع العرضي للبرج تدريجيًا مع الارتفاع. وتوجد أكتاف أفقية كل 3 أمتار من الارتفاع تسمح بالإدراج. تتطلب الأكتاف الرأسية في المقاطع الدائرية بطانات بأشكال خاصة، وتتطلب الانتباه لفك القالب المؤقت للهيكل الخرساني. تميل أرجل البرج باتجاهين، مما يمثل صعوبات في المحاذاة وتسلق الدعامات الخشبية العمودية. سمح بتشكل فواصل الصب كل 3 أمتار فقط.
كُلف بناء أبراج التعليق لمجموعة دوكا النمساوية، إذ قدمت نظامًا هيكليًا خاصًا ذاتي التسلق استنادًا إلى نظام التسلق الذاتي SKE-100 الخاص بها. بني الهيكل في الموقع واستُخدم لتنفيذ جميع مصاعد أرجل البرج أسفل مستوى المنصة.

### الحظيرة مسبقة الصنع
بنيت الحظيرة على أرض مستصلحة. إذ توفر الصب والتخزين والمعالجة لـ 2342 قطعة خرسانية مسلحة مسبقة الصنع للمشروع. متطلبات سعة التخزين للحظيرة حوالي 470 قطعة مسبقة الصنع. ونظرًا لأن المساحة المتاحة كانت محدودة، فقد تم تخزين القطع الخرسانية في أكوام على ثلاث طبقات.

## هيكل الجسر
يتألف هيكل جسر باندرا وورلي من عوارض صندوقية خرسانية ومتواصلة لتأمين حركة المرور في كل جهة. ترتكز جميعها، باستثناء الجزء الواقع ضمن الكابلات، على ركائز متباعدة كل 50 م (160 قدم). صُمم كل مقطع صندوقي ليوفر أربع حارات مرور مع حارات خدمة وحواجز خرسانية. توفر المقاطع أيضًا ممرًا للمشي على جانب واحد. تحدد محاذاة الجسر بالمنحنيات الرأسية والأفقية.
يتكون الجسر من ثلاثة أجزاء مميزة: الطرف الشمالي من الجسر، وفي الوسط الجزء الخاص بالكابلات، والطرف الجنوبي من الجسر. استُخدم لبناء الطرفين الشمالي والجنوبي قطعًا خرسانية مسبقة الصنع. وفي القسم الذي تتوضع فيه الكابلات على قناة باندرا توفر مجازات فيما بينها من 50 - 250 - 250 - 50 متر، وعلى قناة وورلي توفر مجازات 50 - 50 - 150 - 50 – 50 متر.